# Казимир Баттяні
Казимир Баттяні (угор. Batthyány Kázmér Antal Ferenc; *3 червня 1807, Братислава, Словаччина — †13 липня 1854, Париж, Франція) — граф, угорський аристократ, міністр закордонних справ під час угорської революції 1848—1849.

## Біографія
По завершенні освіти відвідав більшість європейських держав і, повернувшись з подорожі, приєднався до ліберальної партії. Не шкодуючи коштів, він підтримував всі національні підприємства і особливо сприяв друкуванню за кордоном творів, присвячених захисту ліберальних політичних вчень, а також видав кілька своїх промов (1847).
Призначений влітку 1848 обер-гешпаном і урядовим комісаром Баранійского комітату, він зайняв угорськими військами фортецю Есег, забезпечив судноплавство по Дунаю і Драві і здобув 13 листопада при Сарваші і 19 грудня при Чепіні значні перемоги. Коли в лютому 1849 Есег змушений був здатися австрійцям, Батт'яні врятувався в Дебрецені і був призначений угорським урядом цивільним і військовим губернатором Малої Куманії, Сегедина, Терезіополя і Зомбора. На цій посаді він пізніше брав участь в поході Перцеля в Бачку.
Після проголошення 14 квітня 1849 незалежності Угорщини, зайняв пост міністра закордонних справ, під час відступу Кошута пішов за ним в Сегедин і Арад і після катастрофи при Вілагоші 14 серпня 1849 втік до Віддіна. Звідти він з Кошутом і іншими ватажками повстання був переведений в Шумлу, потім Куятію, яку залишив разом з усіма в вересні 1851. Переселившись з Туреччини в Париж, він помер там від холери.